# Микеланджело Буонарроти Младший
Микеланджело Буонарроти Младший (итал. Michelangelo Buonarroti il Giovane; 1568, Флоренция — 11 января 1646, Флоренция) — итальянский писатель.

## Биография
Правнук знаменитого скульптора и архитектора эпохи Возрождения Микеланджело Буонарроти, Микеланджело по прозванию «иль Джоване» (Младший) был сыном Леонардо ди Буонаррото Буонарроти Симони (сына младшего брата Микеланджело Старшего) и Кассандры ди Донато ди Винченцио Ридольфи. Точный день рождения неизвестен; известно, что он был крещён 4 ноября 1568 года.
О его раннем образовании нет достоверных сведений. «Микеланджело иль Джоване» был рыцарем Мальтийского Ордена и поэтому его портрет имеется на стенах Каза-Буонарроти (семейного дома во Флоренции). Известно, что в возрасте восемнадцати лет он уже сочинял стихи в стиле Петрарки и что в следующем году поступил в престижную флорентийскую Платоновскую академию.

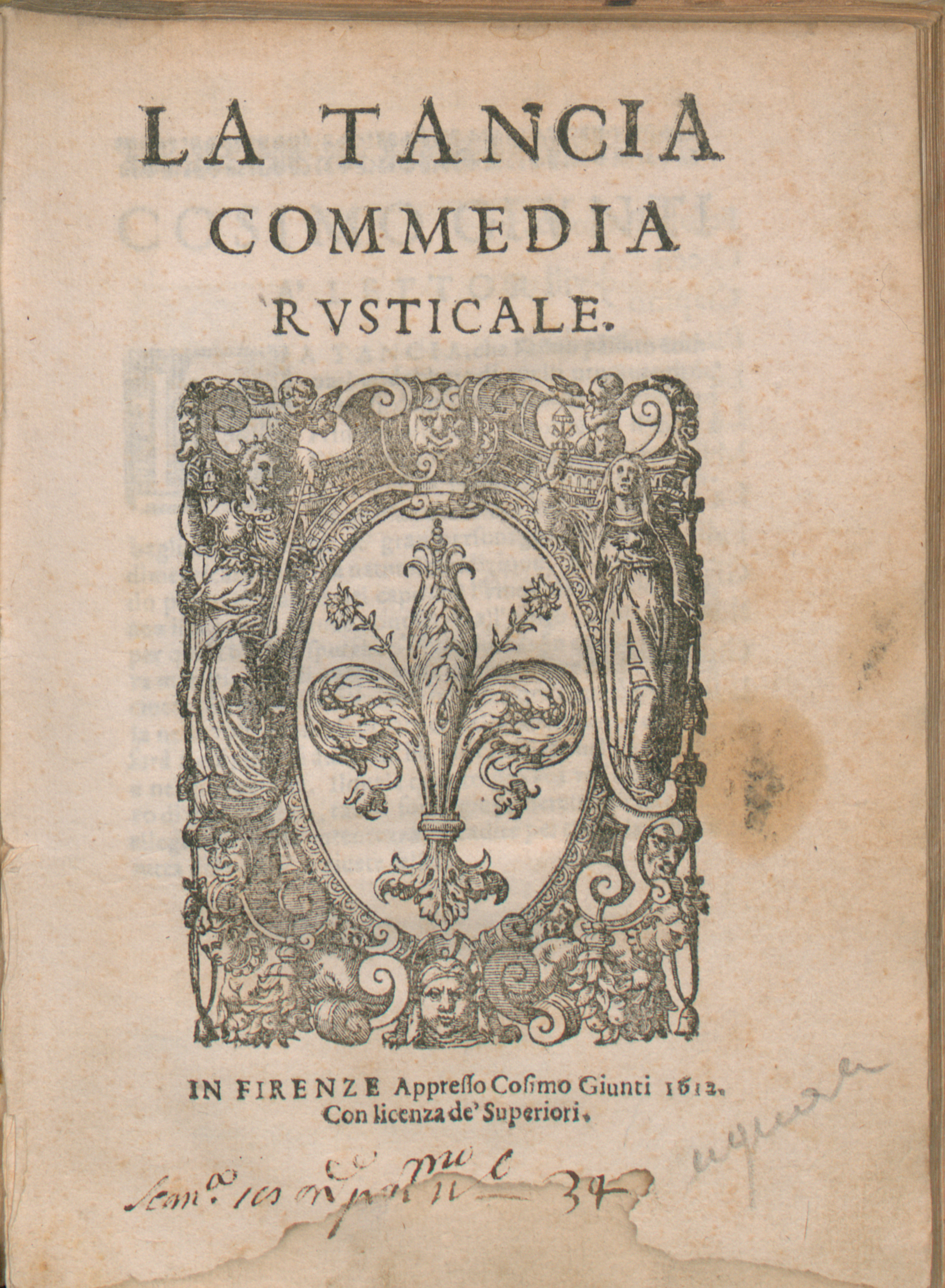
«Танча». Пасторальная комедия. Издание 1612 г.

Между 1586 и 1591 годами Микеланджело Младший учился в Пизанском университете. Там он познакомился с Галилео Галилеем, преподававшим там математику, и часто бывал с Маффео Барберини, будущим папой Урбаном VIII, которого знал с детства и с которым даже делил комнату в Пизе. В 1590 году он полюбил Тедду да Скорно, умершую в 1591 году. Тем временем он поступил в филологическую Академию делла Круска (1589) под именем Импастато, чтобы участвовать в первом издании академического словаря «Vocabolario», которой должен был быть опубликован в 1612 году.
Вернувшись во Флоренцию, он зарекомендовал себя как академик и поэт, заведя важные дружеские отношения c Пьеро де Барди, графом Вернио, Якопо Сольдани, Никколо Арригетти, Марио Гвидуччи, Камилло Делла Герардеска, с которыми он основал «Академию пастырей Антеллези» (l’accademia dei Pastori Antellesi), в рамках которой он написал «Сказку или повесть о пастухах Антеллези» (Racconto o novella dei Pastori Antellesi) и басню об Антилле и Момпелло. 3 августа 1594 года, во время «стравиццо» (ежегодного собрания членов Академии делла Круска), он прочитал доклад «Cicalata sopra il Ferragosto». В 1595 году под редакцией Академии делла Круска и при участии Микеланджело иль Джоване была в очередной раз издана «Божественная комедия» Данте Алигьери.
Академический успех Микеланджело увенчался в 1596 году его избранием архиконсулом делла Круска и его принятием во флорентийскую Академию рисунка (1598).
В 1600 году при флорентийском дворе была отпразднована свадьба между Марией Медичи и Генрихом IV Наваррским, королём Франции. Микеланджело отвечал за составление описания празднества, которое, согласно обычаю, должно быть официально опубликовано. Писателю и далее заказывали «изобретения» для маскарадов, рыцарских турниров, интермедий, музыкальных представлений, колдовства, рыцарских представлений, карнавальных сцен. В 1605 году ему была заказана басня «Рождение Геракла» (Il natal d’Ercole) к свадьбе наследного принца Козимо Медичи и Марии Маддалены Австрийской; ему было поручено сочинить музыкальную сказку «Суд Париса», которая также была немедленно исполнена в Палаццо Питти и напечатана. В 1611 году в казино дона Антонио де Медичи была поставлена «Танча» — пасторальная комедия (La Tancia, commedia rusticale), вероятно, самое известное его произведение. 11 февраля 1614 года она была поставлена в Палаццо Питти с Balletto della Cortesia, в котором великие князья танцевали вместе с шестью рыцарями и шестью дамами.
Однако произведения Микеланджело вызвали критику двора за «непристойные эпизоды и некоторую свободу языка». С того времени Микеланджело не то чтобы был запрещён (среди прочего, он произнёс в 1622 году надгробную речь герцогу Козимо II), но, безусловно, страдал от своего рода молчаливой маргинализации.
В качестве альтернативы придворным обязательствам, помимо продолжения литературной работы, он посвятил себя восстановлению и украшению дома на виа Гибеллина, купленного его двоюродным дедом, создав там галерею, в которой прославлялась жизнь его великого прадеда и закладывались основы коллекций нынешнего музея «Каза Буонарроти» во Флоренции. В 1623 году он также впервые опубликовал стихотворения Микеланджело Старшего.
Старость его была омрачена серией смертей близких и финансовыми неудачами. Он умер 11 января 1646 года во Флоренции. Похоронен в базилике Санта-Кроче. Наследие писателя составляют многие тома рукописей, наброски незавершённых работ, письма. Все они хранятся в архиве музея Каза Буонарроти во Флоренции.